# Eivindvik
Eivindvik es un pueblo y el centro administrativo del municipio de Gulen, Noruega. Tiene 265 habitantes (2009) y una superficie de 0,42 km².